# المجلة البريطانية للطب الجنسي
المجلة البريطانية للطب الجنسي هي دورية طبية، نُشرت لأول مرة في عام 1973.
أعلن العدد الأول من المجلة عن هدفها وهو توفير معرفة علمية رسمية بشأن المشكلات الجنسية، والمشكلات الطبية الناتجة عن آثار جنسية. ستستكشف المجلة المجال السريري البحت فضلًا عن مجالات المعرفة ذات الصلة التي يمكن الاستفادة منها في الممارسة الطبية من عالم علم النفس وعلم الاجتماع والعلوم السلوكية الأخرى. لن نحاول أن نكون مقيدين بوجهة نظر معينة فيما يتعلق بالجنس البشري.
توسعت صلاحيات المجلة لتشمل التطورات في العلاج بالهرمونات البديلة ووسائل منع الحمل والأورام وفيروس نقص المناعة البشرية. تم نشر المجلة البريطانية للطب الجنسي بواسطة اتصالات هايوارد الطبية.